# Emilij
Emilij je moško osebno ime.

## Izvor imena
Ime Emilij je različica moškega osebnega imena Emil.

## Pogostost imena
Po podatkih Statističnega urada Republike Slovenije je bilo na dan 31. decembra 2007 v Sloveniji število moških oseb z imenom Emilij: 8.

## Osebni praznik
Osebe z imenom Emilij lahko godujejo takrat kot osebe z imenom Emil.